# ニューヨーク市地下鉄の路線の一覧

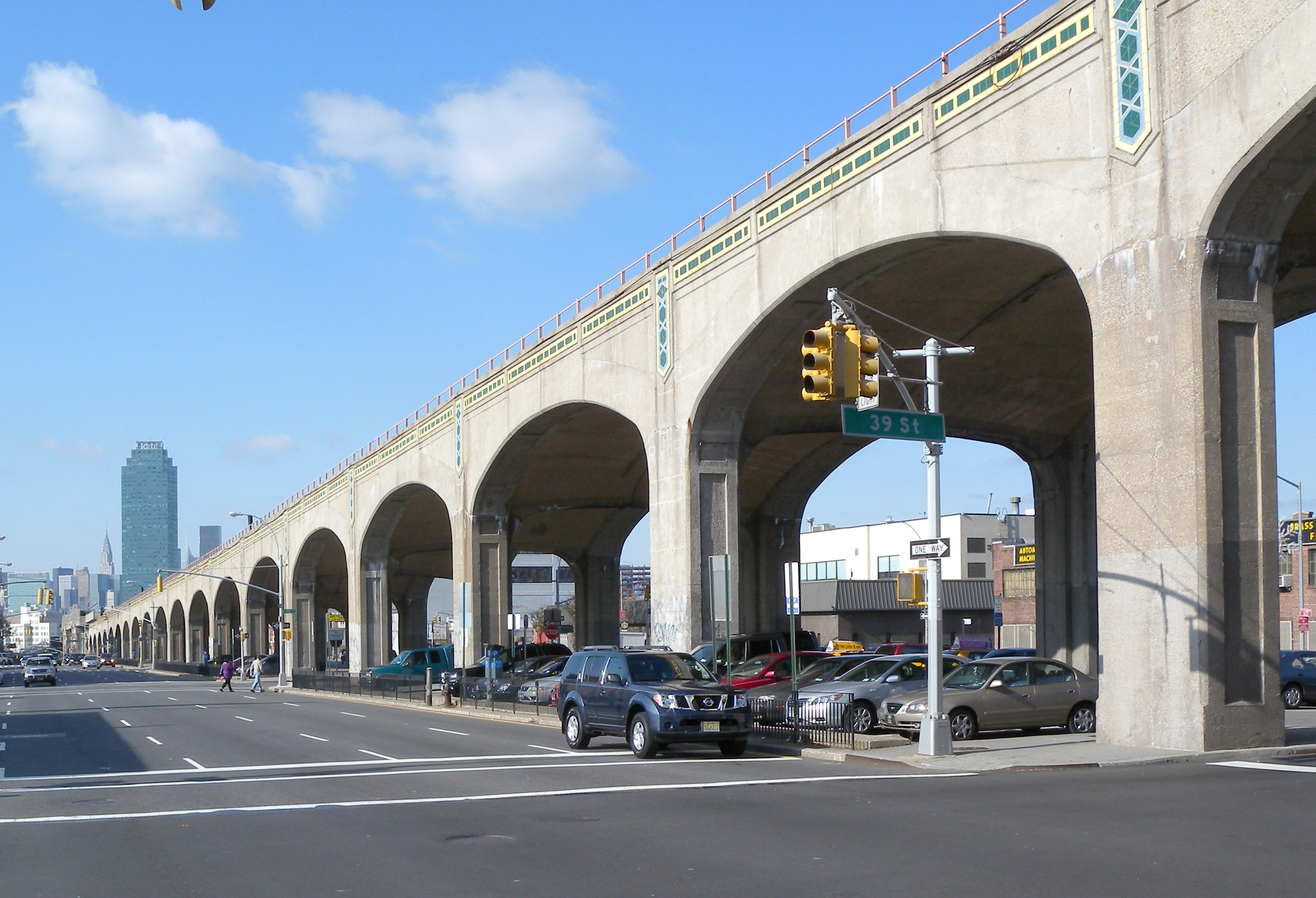
IRTフラッシング線のクイーンズ・ブールバード高架橋

ニューヨーク市地下鉄は、ニューヨーク市の5つの行政区のうち4区内で運行している公共地下鉄システムである。現在のシステムは、かつてのインターボロー・ラピッド・トランジット (IRT)、ブルックリン・マンハッタン・トランジット (BMT)、そしてインディペンデント・サブウェイ・システム (IND) から受け継がれている。ニューヨーク市はINDの発足時からこの会社を所有しており、BMTとIRTは1940年に買収した。かつてのIRTのシステムは現在はAディビジョンに属しており、かつてのBMTとINDのシステムを統合したものはBディビジョンに属している。

## 命名体系
ニューヨーク市地下鉄の命名体系において、"路線" (line) と"運行系統" (service) という用語は互いに異なった意味を持っており、混同してはいけない。日常的に、またはメディアや時にはMTAのウェブサイト (例：) ですら、"line"と"service"を混同している場合がある。この一覧では、正式な意味での"line"についての用法を使用する。
路線 (line) とは、列車がその上を走る物理的な構造物および軌道 (track) のことである。ニューヨーク市地下鉄システムの各区間には独自の路線名が割り当てられている。各路線名は、その路線が所属するかつてのディビジョン名 (IRT、BMT、またはIND) が頭に付けられている。例えば、マンハッタンの8番街の地下を走る路線はIND8番街線である。幾つかの路線は名前を変更したものもある（中にはディビジョンを変更したものもある）が、それは稀である。
一方で、運行系統 (service) は、列車が様々な路線 (line) を乗り継いで走る運行経路 (route) のことを意味する。運行系統は幾つかの路線やディビジョンをまたがって走ることもある。例えば、R系統は、INDクイーンズ・ブールバード線、BMTブロードウェイ線、およびBMT4番街線をつないで運行している。
各運行系統には、独自の色 (color) が割り当てられている。1979年以降、各運行系統の色はミッドタウン・マンハッタン内の路線（基幹路線 (trunk line) と呼ばれる）に割り当てられている色と一致する。ただし、例外はマンハッタン内を運行しないINDクロスタウン線のライムグリーン色と、ニューヨーク市内に複数散らばっているシャトルのダークスレートグレイ色である。基幹路線とその対応色の一覧は以下の表の通りである：
| 基幹路線                      | 色                       | パントン   | 16進    | 系統ラベル |
| ----------------------------- | ------------------------ | ---------- | ------- | ---------- |
| IND8番街線                    | ビビッド・ブルー         | PMS 286    | #2850ad |            |
| IND6番街線                    | ブライト・オレンジ       | PMS 165    | #ff6319 |            |
| INDクロスタウン線             | ライム・グリーン         | PMS 376    | #6cbe45 |            |
| BMTカナーシー線               | ライト・スレート・グレー | 50% black  | #a7a9ac |            |
| BMTナッソー・ストリート線     | テラコッタ・ブラウン     | PMS 154    | #996633 |            |
| BMTブロードウェイ線           | サンフラワー・イエロー   | PMS 116    | #fccc0a |            |
| IRTブロードウェイ-7番街線     | トマト・レッド           | PMS 185    | #ee352e |            |
| IRTレキシントン・アベニュー線 | アップル・グリーン       | PMS 355    | #00933c |            |
| IRTフラッシング線             | ラズベリー               | PMS Purple | #b933ad |            |
| シャトル                      | ダーク・スレート・グレー | 70% black  | #808183 |            |

## 路線一覧
2016年現在、34の路線 (rail line) が使用されている。アーチャー・アベニュー線と63丁目線は、その構造上、二つのディビジョンにまたがっており、BMTとINDでそれぞれ別々の路線として区分されている。
以下の一覧では、路線名の左横に色が記されている路線は基幹路線であり、各路線を走る運行系統およびシャトルの色付きラベル（ローカル／エクスプレスは円、エクスプレスは菱形）も記載されている。開業日は、その路線の最初の区間が営業を開始した日である。ディビジョンは、その路線が現在所属しているディビジョンおよびディビジョンが変更されたものは元々のディビジョンがカッコ内に記されている。
| ディビジョン | 路線                           | 行政区                               | 運航系統    | 開業                    | 構造                      |
| ------------ | ------------------------------ | ------------------------------------ | ----------- | ----------------------- | ------------------------- |
| B (IND)      | 2番街線                        | マンハッタン                         | N Q R       | 建設中 (2016年12月30日) | 地下                      |
| B (BMT)      | 4番街線                        | ブルックリン                         | D N R       | 1915年6月22日           | 地下                      |
| B (IND)      | 6番街線                        | マンハッタン ブルックリン            | B D F <F> M | 1936年1月               | 地下                      |
| B (IND)      | 8番街線                        | マンハッタン ブルックリン            | A B C D E   | 1932年9月10日           | 地下                      |
| A (IRT)      | 42丁目シャトル                 | マンハッタン                         | S           | 1904年10月27日          | 地下[a]                   |
| B (BMT)      | 63丁目線                       | マンハッタン                         | N Q R       | 1989年10月29日          | 地下                      |
| B (IND)      | 63丁目線                       | マンハッタン クイーンズ              | F <F>       | 1989年10月29日          | 地下                      |
| B (BMT)      | アーチャー・アベニュー線       | クイーンズ                           | J Z         | 1988年12月11日          | 地下                      |
| B (IND)      | アーチャー・アベニュー線       | クイーンズ                           | E           | 1988年12月11日          | 地下                      |
| B (BMT)      | アストリア線                   | クイーンズ                           | N W         | 1917年4月21日           | 高架                      |
| B (BMT)      | ブライトン線                   | ブルックリン                         | B Q         | 1878年7月2日            | 地下、掘割、築堤、高架    |
| B (BMT)      | ブロードウェイ線               | マンハッタン                         | N Q R W     | 1917年9月4日            | 地下                      |
| A (IRT)      | ブロードウェイ-7番街線         | ブロンクス マンハッタン ブルックリン | 1 2 3       | 1904年10月27日          | 高架[a]、築堤、地下       |
| B (BMT)      | カナーシー線                   | マンハッタン ブルックリン            | L           | 1865年10月21日          | 地下、高架、地上          |
| B (IND)      | コンコース線                   | ブロンクス マンハッタン              | B D         | 1933年7月1日            | 地下                      |
| B (IND)      | クロスタウン線                 | ブルックリン クイーンズ              | G           | 1933年8月19日           | 地下                      |
| B (IND)      | カルバー線                     | ブルックリン                         | F <F> G     | 1919年3月16日           | 地下、高架[c]             |
| A (IRT)      | ダイアー・アベニュー線         | ブロンクス                           | 5           | 1941年3月15日           | 高架[b]、築堤、掘割、地下 |
| A (IRT)      | イースタン・パークウェイ線     | ブルックリン                         | 2 3 4 5     | 1908年1月9日            | 地下                      |
| A (IRT)      | フラッシング線                 | マンハッタン クイーンズ              | 7 <7>       | 1915年6月22日           | 地下、高架                |
| B (BMT)      | フランクリン・アベニュー線     | ブルックリン                         | SF          | 1878年7月2日            | 高架、築堤、掘割          |
| B (IND)      | フルトン・ストリート線         | ブルックリン クイーンズ              | A C         | 1936年4月9日            | 地下、高架[d]             |
| B (BMT)      | ジャマイカ線                   | ブルックリン クイーンズ              | J M Z       | 1885年2月2日            | 高架                      |
| A (IRT)      | ジェローム・アベニュー線       | ブロンクス                           | 4 5         | 1917年6月12日           | 高架、地下                |
| A (IRT)      | レノックス・アベニュー線       | マンハッタン                         | 2 3         | 1904年11月23日          | 地上、地下                |
| A (IRT)      | レキシントン・アベニュー線     | マンハッタン                         | 4 5 6 <6>   | 1904年10月27日          | 地下[a]                   |
| B (BMT)      | マートル・アベニュー線         | ブルックリン クイーンズ              | M           | 1889年12月19日          | 高架、築堤、地上          |
| B (BMT)      | ナッソー・ストリート線         | マンハッタン                         | J M Z       | 1908年9月16日           | 地下                      |
| A (IRT)      | ニュー・ロッツ線               | ブルックリン                         | 2 3 4 5     | 1920年11月23日          | 高架                      |
| A (IRT)      | ノストランド・アベニュー線     | ブルックリン                         | 2 5         | 1920年8月23日           | 地下                      |
| A (IRT)      | ペラム線                       | ブロンクス                           | 6 <6>       | 1918年8月1日            | 地下、高架                |
| B (IND)      | クイーンズ・ブールバード線     | マンハッタン クイーンズ              | E F <F> M R | 1933年8月19日           | 地下                      |
| B (IND)      | ロッカウェイ線                 | クイーンズ                           | A SR        | 1956年6月28日           | 地上、築堤、高架[e]       |
| B (BMT)      | シー・ビーチ線                 | ブルックリン                         | N W         | 1915年6月22日           | 掘割、高架                |
| B (BMT)      | ウエスト・エンド線             | ブルックリン                         | D           | 1916年6月24日           | 掘割、高架                |
| A (IRT)      | ホワイト・プレインズ・ロード線 | ブロンクス                           | 2 5         | 1905年7月10日           | 高架、地下                |

## ディビジョン間連絡線
以下の一覧は、異なるディビジョン間の連絡線を記す。

### 連絡線
これらの連絡線は営業運転されている列車によって使用されている：
- 60丁目トンネル連絡線、または11丁目カット (11th Street Cut) とも呼ばれる（クイーンズ）(BMT/IND)（R系統）
- 63丁目線（マンハッタン）(BMT/IND)
- コニー・アイランド-スティルウェル・アベニュー駅 (BMT/IND) (originally all BMT)（D F <F> N Q系統）
- クリスティー・ストリート連絡線（マンハッタン）(BMT/IND) マンハッタン橋 (B D trains) およびウィリアムズバーグ橋経由（M系統）

この連絡線は列車の幅が違うため営業運転では使用されていない：
- アストリア線 / フラッシング線（クイーンズ）(BMT/IRT)

### 車両基地
これらの連絡線はニューヨーク市地下鉄の車両基地内にあり、営業運転での利用は意図されていない。
- 207丁目車両基地（マンハッタン）(IND/IRT)；IND8番街線およびIRTブロードウェイ-7番街線からの列車
- コニーアイランド車両基地（ブルックリン）(BMT/IND)；BMTブライトン線、INDカルバー線、BMTシー・ビーチ線およびBMTウエスト・エンド線からの列車
- コンコース車両基地（ブロンクス）(IND/IRT)：INDコンコース線およびIRTジェローム・アベニュー線からの列車
- リンデン工場（ブルックリン）(BMT/IRT/LIRR)；BMTカナーシー線およびIRTニュー・ロッツ線からの列車（非電化のため営業用車の通過は不可能）

### 将来
- BMT63丁目線とIND2番街線 (N Q R 系統の列車) の間の連絡線が建設中である。

### その他
- BMTウエスト・エンド線 / サウス・ブルックリン鉄道（ブルックリン）(BMT/Mainline RR)

### 使用されていない同一ディビジョン内での連絡線
同一ディビジョン内での連絡線が幾つかあるが、これらは通常の運行では使用されていない。

#### ブルックリン
- コニー・アイランド-スティルウェル・アベニュー駅 – 上述
- ブロードウェイ・ジャンクション駅に、使用されていない立体交差 (flyover) がBMTカナーシー線とBMTジャマイカ線の間に存在する。この立体交差は通常の運行プランが変更される時に時々使用される。
- プロスペクト・パーク駅で、BMTフランクリン・アベニュー線の線路はBMTブライトン線の線路となる。
- ディカルブ・アベニュー駅に、BMTブライトン線およびBMTブロードウェイ線の間の使用されていない連絡線がある（モンタギュー・トンネル経由）。

#### マンハッタン
- 西4丁目-ワシントン・スクエア駅に、IND8番街線の緩行線およびIND6番街線の緩行線の間の使用されていない連絡線がある。
- 57丁目-7番街駅の北で、BMTブロードウェイ線の急行線はBMT63丁目線の線路となる。この連絡線はIND2番街線の開業に伴い使用されるようになる。.
- ボウリング・グリーン駅とサウス・フェリー・ループス駅の間に、ラケット型ループ線上にIRTレキシントン・アベニュー線とIRTブロードウェイ-7番街線間の分岐がある。
- 42丁目シャトルは、西端（4番線）にIRTブロードウェイ-7番街線との連絡線が、東端（１番線）にIRTレキシントン・アベニュー線との連絡線がある。元々こちらがIRTの本線であり、IRT開通時はブロードウェイ以北、42丁目経由レキシントン以南で運行されていたが、IRT延伸に伴いシャトル路線として転用された。営業運転においてこの線路経由でIRTブロードウェイ-7番街線又はIRTレキシントン・アベニュー線間を走り抜けることはできないが、ブルックリンのリヴォニアヤードへ電車を運ぶ際にこの経路が利用される。
- ブロード・ストリート駅の南で、複線が複々線となる。内側の2線はJ Z系統の列車を停泊させたり方向転換させるのに利用される。外側の2線はモンタギュー・ストリート・トンネルおよびブルックリンのBMT4番街線へと続いていく。

#### クイーンズ
- INDロッカウェイ線において、Hammels地区ブロード・チャンネル駅の南で、一線路がデルタ線の支線へと接続している。これはかつてラウンドロビン式運行およびH系統の緊急時運行で使用されていた。

## 使われていない急行線
ニューヨーク市地下鉄の路線の多くには、営業運転では使用されていない急行線が走っている。これらは主に通常運行からの経路変更時にのみ利用される。

### ブロンクス
- IRTジェローム・アベニュー線：149丁目-グランド・コンコース駅とウッドローン駅の間に一本の中央線路がある。4系統の列車の幾つかは午後のラッシュ時に167丁目駅からバーンサイド・アベニュー駅（この駅より先は区間短縮される）までの間を急行線を使用して運行される。
- IRTホワイト・プレインズ・ロード線：東180丁目駅とウェイクフィールド-241丁目駅の間に一本の中央線路がある（ただし、急行線自体はその先の3番街-149丁目駅手前まで続いており、東180丁目駅 - 3番街-149丁目駅間ではラッシュ時の5系統が急行線を走行する）。
- IRTダイアー・アベニュー線：IRTホワイト・プレインズ・ロード線との分岐点とダイアー・アベニュー駅の間に線路と鉄道用地の組み合わせがある。
- IRTペラム線：パークチェスター駅とペラム・ベイ・パーク駅の間に一本の中央線路がある。
- IRTブロードウェイ-7番街線：ダイクマン・ストリート駅と242丁目駅の間に一本の中央線路がある。

### ブルックリン
- BMTシー・ビーチ線：86丁目駅と8番街駅との間に二本の中央線路がある。これはNX系統の列車によって1967-1968年の短期間用いられていた。1999年、一本は改修され、もう一本は使用できないように途切れさせられた。現在、この線路は上下線どちらでも経路変更の際や試運転の際に時折用いられる。過去にはこれらの線路は廃車予定の車両を停泊させておくためにも用いられていた。
- BMTウエスト・エンド線：9番街駅とベイ50丁目駅の間に一本の中央線路がある。上下線どちらでも経路変更の際に時折使用される。
- BMTブライトン線：ブライトン・ビーチ駅とオーシャン・パークウェイ駅の間に二本の中央線路がある。これらはB系統の列車の停泊や終着／方向転換のために使用されている。
- INDカルバー線：ジェイ・ストリート-メトロテック駅とチャーチ・アベニュー駅の間に二本の中央線路がある。また、チャーチ・アベニュー駅とアベニューX駅の間に一本の中央線路がある。
- BMTジャマイカ線：マートル・アベニュー駅とブロードウェイ・ジャンクション駅の間に一本の中央線路がある。

### マンハッタン
- IRTブロードウェイ-7番街線：96丁目駅と145丁目駅の間に一本の中央線路がある。

### クイーンズ
- BMTアストリア線：39番街駅とアストリア-ディトマース・ブールバード駅の間に一本の中央線路がある。この線路は、最後にW系統の列車によってピーク方面へ使用されていたが、2002年1月15日に営業は廃止された。
- INDフルトン・ストリート線：ロッカウェイ・ブールバード駅と88丁目駅の西の間に一本の中央線路がある。この線路は80丁目駅まで続くが、その区間はピトキン車両基地への連絡線となっている。
- INDロッカウェイ線：アケダクト競馬場駅からハワード・ビーチ-JFKエアポート駅の南の間に二本の中央線路がある。

## 地上区間

線路が敷設形態で色分けしたニューヨーク市地下鉄マップ。地下はオレンジ、高架、地平、築堤、切通しは青で塗られている。

ニューヨーク市地下鉄の多くの区間は地下を走っているが、以下の区間では地上を走っている。

### ブロンクス
- IRTブロードウェイ-7番街線のヴァン・コートランド・パーク-242丁目駅以南；ブロンクス内の全区間は高架。
- IRTジェローム・アベニュー線の149丁目-グランド・コンコース駅からウッドローン駅の間。
- IRTホワイト・プレインズ・ロード線の3番街-149丁目駅からウェイクフィールド-241丁目駅の間。
- IRTダイアー・アベニュー線のペラム・パークウェイ駅を除く全区間
- IRTペラム線のハンツ・ポイント・アベニュー駅からペラム・ベイ・パーク駅の間。

### ブルックリン
- BMTジャマイカ線のマーシー・アベニュー駅の西（ウィリアムズバーグ橋上）から75丁目-エルダーツ・レーン駅の間。
- BMTマートル・アベニュー線のセントラル・アベニュー駅の西からマートル-ワイコフ・アベニュース駅の間。
- IRTニュー・ロッツ線全区間
- BMTシー・ビーチ線全区間
- BMTウエスト・エンド線全区間
- BMTカナーシー線のウィルソン・アベニュー駅（南方面のホームは高架、北方面のホームは南方面ホームの下の地上階）とブロードウェイ・ジャンクション駅からカナーシー-ロッカウェイ・パークウェイ駅の間[f]。
- INDカルバー線のキャロル・ストリート駅の南から4番街駅の間およびチャーチ・アベニュー駅の南からコニー・アイランド-スティルウェル・アベニュー駅の間。
- BMTブライトン線のプロスペクト・パーク駅からコニー・アイランド-スティルウェル・アベニュー駅の間。
- BMTフランクリン・アベニュー線全区間
- マンハッタン橋上の両路線

### マンハッタン
- IRTブロードウェイ-7番街線の125丁目駅およびダイクマン・ストリート駅より北（駅も含む）の全区間。
- IRTレノックス・アベニュー線のハーレム-148丁目駅は高架ではないが地上階。
- BMTジャマイカ線のウィリアムズバーグ橋上の区間
- マンハッタン橋上の両路線

### クイーンズ
- BMTジャマイカ線の75丁目-エルダーツ・レーン駅と121丁目駅の東の間。
- BMTマートル・アベニュー線のマートル-ワイコフ・アベニュース駅とミドル・ヴィレッジ-メトロポリタン・アベニュー駅の間。
- BMTアストリア線全区間
- IRTフラッシング線のハンターズ・ポイント・アベニュー駅からフラッシング-メイン・ストリート駅の西の間。
- INDフルトン・ストリート線のグラント・アベニュー駅より東の区間。
- INDロッカウェイ線全区間

## 鉄道路線

線路の車線数で色分けしたニューヨーク市地下鉄マップ。

通常の営業運転されている全ての路線は、最低2本の線路（複線）を持つ。例外はBMTフランクリン・アベニュー線のフランクリン・アベニュー駅とパーク・プレイス駅の間で、単線となっている。

### 3線区間
ニューヨーク市地下鉄は、幾つかの区間で3線となっている。3本目の線路は、通常混雑方向へのエクスプレスまたは経路変更時の使用となっている。例外は以下に記載する。
1. IRTブロードウェイ-7番街線 (1 系統の列車)：ヴァン・コートラント・パーク-242丁目駅の南からダイクマン・ストリート駅の北の間および145丁目駅の北から96丁目駅の北の間の区間。
2. IRTホワイト・プレインズ・ロード線 (2 5 系統の列車)：ウェイクフィールド-241丁目駅の南から3番街-149丁目駅の東の間の区間。
3. IRTレノックス・アベニュー線 (2 3 系統の列車)：135丁目駅。営業運転では中央の線路は使用されない。
4. IRTジェローム・アベニュー線 (4 系統の列車)：ウッドローン駅を除く全区間。
5. IRTダイアー・アベニュー線 (5 系統の列車)：全区間
6. IRTペラム線 (6 <6> 系統の列車)：全区間
7. IRTフラッシング線 (7 <7> 系統の列車)：33丁目-ローソン・ストリート駅からフラッシング-メイン・ストリート駅の間の区間。
8. IRTニュー・ロッツ線 (2 3 4 5 系統の列車)：ジュニアス・ストリート駅。営業運転では中央の線路は使用されない。
9. INDフルトン・ストリート線 (A 系統の列車)：80丁目駅の西からオゾン・パーク-レファーツ・ブールバード駅の西の間の区間。
10. BMTウエスト・エンド線 (D 系統の列車)：9番街駅からベイ50丁目駅の間の区間。
11. INDコンコース線 (B D 系統の列車)：145丁目駅からベッドフォード・パーク・ブールバード駅の間の区間。
12. INDカルバー線 (F <F> 系統の列車)：チャーチ・アベニュー駅の南からアベニューX駅の間の区間。
13. BMTジャマイカ線 (J M Z 系統の列車)：マーシー・アベニュー駅からブロードウェイ・ジャンクション駅の間の区間。および111丁目駅。営業運転では中央の線路は使用されない。
14. BMTカナーシー線 (L 系統の列車)：東105丁目駅。営業運転では東側の線路は使用されない。
15. BMTアストリア線 (N W 系統の列車)：クイーンズボロ・プラザ駅の東からアストリア-ディトマース・ブールバード駅の南の間の区間。
16. INDクロスタウン線 (G 系統の列車)：ベッドフォード-ノストランド・アベニュース駅。中央の線路は方向転換の際に使用される。
17. IRT42丁目シャトル (S 系統の列車)：4本目の線路は1960年以降使用されていない。

加えて、ニューヨーク市地下鉄の路線には、一時的に複線から3線となるいくつかの側線がある。例えば、BMTカナーシー線8番街駅の西やINDクロスタウン線コート・スクエア駅の南である。

### 複々線区間
ニューヨーク市地下鉄の路線では複々線区間は一般的である。これは他の都市の地下鉄システムが通常複線が一般的なのとは対照的に独特のシステムとなっている。通常、これらの4本の線路はそれぞれ、上下線用の緩行線および急行線として使用されている。例外は以下に記載する。
1. 基幹路線（本線）
  1. IND6番街線：ブロードウェイ-ラファイエット・ストリート駅 - 47丁目-50丁目-ロックフェラー・センター駅間。
  2. IND8番街線：チェンバーズ・ストリート駅・ワールド・トレード・センター駅 - 168丁目駅間。ダイクマン・ストリート駅から207丁目車両基地への分岐点までの間（二本は緩行線、二本は207丁目車両基地への連絡線）。
  3. IRTレキシントン・アベニュー線：ブルックリン・ブリッジ-シティ・ホール駅 - 125丁目駅間。
  4. IRTブロードウェイ-7番街線：チェンバーズ・ストリート駅 - 96丁目駅間。
  5. BMTブロードウェイ線：キャナル・ストリート駅 - 57丁目-7番街駅間。
  6. BMTナッソー・ストリート線：チェンバーズ・ストリート駅構内（当初は4ホーム駅）。
2. 支線
マンハッタン支線
  1. 63丁目線：レキシントン・アベニュー-63丁目駅（二階建てホーム。各階には同じ方面へのIND用とBMT用の線路があり、ディビジョン間の連絡ができるようになっている）。
  2. クリスティー・ストリート連絡線：全区間。一対はIND用、もう一対はBMT用。
  3. マンハッタン橋：橋の北側と南側にそれぞれ一対の線路が走る。

クイーンズ支線
  1. INDクイーンズ・ブールバード線：クイーンズ・プラザ駅以東。
  2. INDロッカウェイ線：ジャマイカ湾以北。
  3. アーチャー・アベニュー線：サットフィン・ブールバード-アーチャー・アベニュー-JFKエアポート駅以東（二階建てで、それぞれの階に一対の線路が走る。階によってIND用とBMT用が分かれており、ディビジョン間の連絡はない）。
  4. IRTフラッシング線およびBMTアストリア線：クイーンズボロ・プラザ駅（二階建てホーム。各階には同じ方面へのIND用とBMT用の線路があり、営業運転ではディビジョン間の連絡はない）。

ブルックリン支線
  1. IRTイースタン・パークウェイ線：全区間。
  2. INDカルバー線：チャーチ・アベニュー駅以北。
  3. INDフルトン・ストリート線：ホイト-スカーマーホーン・ストリーツ駅 - ユークリッド・アベニュー駅間。
  4. BMTブライトン線：オーシャン・パークウェイ駅 - プロスペクト・パーク駅間。
  5. BMT4番街線：59丁目駅の北。
  6. マンハッタン橋：橋の北側と南側にそれぞれ一対の線路が走る。
  7. BMTシー・ビーチ線：全区間。

ブロンクス内の区間で複々線となっている路線はない（側線は除く）。

## 廃止された路線
以下のニューヨーク市地下鉄の路線は全区間で廃止されたか大部分の区間で運行されていない。サウス・フェリー・ループス駅のような廃止された一駅のみの支線や廃止された路面電車路線はこの一覧には含まない。
| ディビジョン | 路線                          | 行政区       | 開業          | 閉業                            | 構造     | 状況 |
| ------------ | ----------------------------- | ------------ | ------------- | ------------------------------- | -------- | --- |
| A (IRT)      | 2番街線                       | マンハッタン | 1880年3月1日  | 1942年6月13日                   | 高架     | 全区間解体 |
| A (IRT)      | 3番街線                       | マンハッタン | 1878年8月26日 | 1955年5月12日                   | 高架     | 全区間解体 |
| A (IRT)      | 3番街線                       | ブロンクス   | 1878年8月26日 | 1973年4月28日                   | 高架     | 全区間解体； 解体に伴いこの路線はBx55およびBx15リミティッド・バスにより置き換えられた。 |
| B (BMT)      | 3番街線                       | ブルックリン | 1893年10月1日 | 1940年5月31日                   | 高架     | 全区間解体 |
| B (BMT)      | 5番街線                       | ブルックリン | 1888 - 1890年 | 1940年5月31日                   | 高架     | 全区間解体 |
| A (IRT)      | 6番街線                       | マンハッタン | 1878年        | 1938年12月4日                   | 高架     | 全区間解体 |
| A (IRT)      | 9番街線                       | マンハッタン | 1868年7月1日  | 1940年6月11日                   | 高架     | 全区間解体 |
| A (IRT)      | 9番街線                       | ブロンクス   | 1868年7月1日  | 1958年8月31日                   | 高架     | 全区間解体。例外として、ブロンクスの地下の2駅、セドウィック・アベニュー駅およびアンダーソン-ジェローム・アベニュース駅は残されている。                                                             |
| B (BMT)      | カナーシー線                  | ブルックリン | 1865年        | 1942年11月21日                  | at-grade | カナーシー-ロッカウェイ・パークウェイ駅からカナーシー・ピアの間の区間は路面電車ロッカウェイ・パーク線 (streetcar line) に置き換えられ、その後路面電車もニューヨーク市バスB42 busに置き換えられた。 |
| B (BMT)      | カルバー線                    | ブルックリン | 1875年        |                                 | 高架     | ディトマス・アベニュー駅からコニー・アイランド-スティルウェル・アベニュー駅の間の区間は、1954年にINDに引き継がれた[c]。                                                                            |
| B (BMT)      | カルバー線                    | ブルックリン | 1875年        | 1975年5月11日                   | 高架     | 廃止された9番街駅への路線の残った部分の路線。1985年に解体された。 |
| B (BMT)      | BMTフルトン・ストリート線     | ブルックリン | 1888 - 1894年 | a)1940年5月31日 b)1956年4月26日 | 高架     | a) ロッカウェイ・アベニュー駅より西の区間は解体 b) 解体されたブルックリン内の路線の残った部分の路線。                                                                                              |
| B (BMT)      | BMTフルトン・ストリート線     | クイーンズ   | 1915年9月25日 |                                 | 高架     | この路線はINDに1956年に引き継がれた。西側の2ブロックの区間はグラント・アベニュー駅と接続するために再建された。                                                                                     |
| A (IRT)      | IRT trunk line                | マンハッタン | 1904年        |                                 | 地下     | ブロードウェイ-7番街線、レキシントン・アベニュー線および42丁目シャトルの各路線に分割された[a]。 |
| B (BMT)      | BMTレキシントン・アベニュー線 | ブルックリン | 1885年5月13日 | 1889 - 1950年                   | 高架     | ゲイツ・アベニュー駅より西の区間解体 |
| B (BMT)      | ジャマイカ線                  | ブルックリン | 1885年        | 1916年                          | 高架     | マーシー・アベニュー駅より西の区間解体 |
| B (BMT)      | ジャマイカ線                  | クイーンズ   | 1885年        | a) 1977年 b) 1985年             | 高架     | a) クイーンズ・ブールバード駅より東の区間解体 b) 121丁目駅より西の区間解体 両方ともニューヨーク市バスQ49に置き換えられた。このバスは1988年にBMTアーチャー・アベニュー線に置き換えられた。          |
| B (BMT)      | マートル・アベニュー線        | ブルックリン | 1888 - 1889年 | 1944 - 1969年                   | 高架     | セントラル・アベニュー駅より西の区間解体 |
| B (IND)      | IND万博線                     | クイーンズ   | 1939年        | 1940年                          | at-grade | 全区間解体 |

### かつての路線の痕跡
- IRTホワイト・プレーンズ・ロード線：3番街-149丁目駅を出て地下区間を抜けると北側にIRT3番街線の線路が見える。以前はこの付近にIRTホワイト・プレーンズ・ロード線からIRT3番街線への連絡線が敷設されていた。
- IRTホワイト・プレーンズ・ロード線：IRT3番街線の反対側はIRTホワイト・プレーンズ・ロード線のガン・ヒル・ロード駅下層階に接続していた（1973年廃止）。また、IRTホワイト・プレーンズ・ロード線にもウェスト・ファームズ・スクエア-イースト・トレモント・アベニュー駅から180丁目-ブロンクス・パーク駅方面への廃線跡が残っている。
- IRTジェローム・アベニュー線：161丁目-ヤンキー・スタジアム駅北側にある廃線跡はIRT9番街線の物である。
- IRTダイアー・アベニュー線：IRTダイアー・アベニュー線は当初ニューヨーク・ウエストチェスター・アンド・ボストン鉄道（英語版）の路線であった。イーストチェスター-ダイアー・アベニュー駅を越え、ホワイト・プレーンズとポートチェスター（英語版）まで北へ向かった。反対の南側は東180丁目駅のIRTホワイト・プレーンズ・ロード線との接続の南側、ニューヨーク・ニューヘイブン・アンド・ハートフォード鉄道に沿っていた133丁目駅までを結んでいた。ニューヨーク・ニューヘイブン・アンド・ハートフォード鉄道のホームはホワイト・プレーンズ・ロード線東180丁目駅ホームからも視認が可能であり、現在も列車の留置線代わりに使用されている。なお、東180丁目駅より南側はレバノン・ストリートまで進んだところで途切れている。
- IRTフラッシング線：クイーンズボロ橋からのIRT2番街線との連絡線跡はクイーンズボロ・プラザ駅の東側から見る事ができる。
- BMTナッソー・ストリート線/BMTブロードウェイ線：IND6番街線からマンハッタン橋を通りクリスティー・ストリート連絡線方面へ向かうとグランド・ストリート駅手前でBMTブロードウェイ線への廃止された連絡線のトンネル跡が確認でき、BMTブロードウェイ線でキャナル・ストリート駅方面へ向かうとBMTナッソー・ストリート線チェンバーズ・ストリート駅北側との連絡線トンネル跡（クリスティー・ストリート連絡線が開通した際に廃止）が確認できる。
- BMTフルトン・ストリート線（英語版）：BMTカナーシー線のブロードウェイ・ジャンクション駅、アトランティック・アベニュー駅からBMTフルトン・ストリート線の線路跡が確認できる。1998年初頭、フランクリン・アベニュー・シャトルフランクリン・アベニュー-フルトン・ストリート駅からBMTフルトン・ストリート線への連絡線が廃止、この区間は1998年に駅の改良工事とフランクリン・アベニュー・シャトルの単線への変更工事の際に撤去されるまで歩道として使われていた。
- BMTフルトン・ストリート線：INDフルトン・ストリート線の80丁目駅から西へ向かうと真っ直ぐ進んでいくBMTフルトン・ストリート線の路盤を見る事ができる。なお、INDフルトン・ストリート線はBMTフルトン・ストリート線との分岐地点で地下鉄グラント・アベニュー駅方面へ向かう。
- BMTカルバー線（後のINDカルバー線）：9番街駅とディトマス・アベニュー駅にはBMTカルバー線の旧路線が接続されている。線路跡はディトマス・アベニュー駅に残されており、9番街駅からBMTウェスト・エンド線との合流地点への勾配も残されている。
- BMTジャマイカ線：西のゲイツ・アベニュー駅からBMTレキシントン・アベニュー線（英語版）がブルックリン橋へ向かう線路跡を見ることができる。ただし、この構造は下の通りからしか見ることはできない。
- BMTジャマイカ線：西のマーシー・アベニュー駅を出たあと、ウィリアムズバーグ橋を渡り右側へ曲がるが旧線は右折せずに直進していた。
- BMTジャマイカ線：現在の東端の121丁目駅より東側は144丁目のBMTの発電所が現存しているほか168丁目駅（英語版）の駅舎も現存している。
- ロングアイランド鉄道ロッカウェイ・ビーチ支線（英語版）はホワイト・ポット・ジャンクションから真東にINDロッカウェイ線との乗り換え駅であるロッカウェイ・パーク駅まで走っていた。